# Sahel Sporting Club
Il Sahel Sporting Club, già noto come Secteur 7, è una società calcistica di Niamey, capitale del Niger. Fondato nel 1974, il club milita nella Super Ligue, la massima serie del campionato nigerino di calcio.

## Palmarès

### Competizioni nazionali
- Campionato nigerino: 13

1973 (come Secteur 7), 1974, 1986, 1987, 1990, 1991, 1992, 1994, 1996, 2003, 2004, 2007, 2009
- Coppa di Niger: 11

1974, 1978, 1986, 1987, 1992, 1993, 1996, 2004, 2006, 2011, 2012

### Altri piazzamenti
- Campionato nigerino:

Secondo posto: 2015-2016

## Rosa
| N. |                  | Ruolo | Calciatore               |
| -- | ---------------- | ----- | ------------------------ |
| 1  | Niger (bandiera) | P     | Rabo Saminou             |
| 2  | Niger (bandiera) | D     | Ousseini Mahamadou       |
| 3  | Niger (bandiera) | D     | Karim Paraiso            |
| 4  | Niger (bandiera) | C     | Abdoul Aziz Abdou "Didi" |
| 5  | Niger (bandiera) | D     | Karim Oumarou            |
| 6  | Niger (bandiera) | D     | Youssoufa Amadou         |

| N. |                  | Ruolo | Calciatore             |
| -- | ---------------- | ----- | ---------------------- |
| 7  | Niger (bandiera) | A     | Koffi Dan Kowa         |
| 8  | Niger (bandiera) | A     | Moustapha Garba        |
| 9  | Niger (bandiera) | A     | Kamilou Issoufou       |
| 10 | Niger (bandiera) | C     | Moussa Madougou Hamami |
| 11 | Niger (bandiera) | D     | Mohamed Chikoto        |

## Stadio
Il club gioca le gare casalinghe al Général Seyni Kountché Stadion che ha una capacità di 30000 posti a sedere.